# Cylindrocarpon
Genre
Cylindrocarpon est un genre de champignons ascomycètes de la famille des Nectriaceae.
De nombreuses espèces de ce genre sont des agents pathogènes des plantes.

## Liste d'espèces
Selon Catalogue of Life (16 novembre 2014) :
- Cylindrocarpon abuense
- Cylindrocarpon aequatoriale
- Cylindrocarpon aquaticum
- Cylindrocarpon bambusicola
- Cylindrocarpon bonaerense
- Cylindrocarpon bondarzevii
- Cylindrocarpon boninense
- Cylindrocarpon candidum
- Cylindrocarpon carneum
- Cylindrocarpon castaneae
- Cylindrocarpon cedri
- Cylindrocarpon chiayiense
- Cylindrocarpon chichiense
- Cylindrocarpon chlamydospora
- Cylindrocarpon colchicum
- Cylindrocarpon congoense
- Cylindrocarpon curtum
- Cylindrocarpon decumbens
- Cylindrocarpon didymum
- Cylindrocarpon effusum
- Cylindrocarpon eristaviae
- Cylindrocarpon faginatum
- Cylindrocarpon formicarium
- Cylindrocarpon fraxini
- Cylindrocarpon fusiforme
- Cylindrocarpon hederae
- Cylindrocarpon hydrophilum
- Cylindrocarpon ianthothele
- Cylindrocarpon indicum
- Cylindrocarpon juglandina
- Cylindrocarpon kantschavelii
- Cylindrocarpon kaspense
- Cylindrocarpon kolesnikowii
- Cylindrocarpon lichenicola
- Cylindrocarpon liriodendri
- Cylindrocarpon luteoviride
- Cylindrocarpon macrosporum
- Cylindrocarpon magnusianum
- Cylindrocarpon mangiferarum
- Cylindrocarpon musae
- Cylindrocarpon obclavatum
- Cylindrocarpon obtusisporum
- Cylindrocarpon orchidearum
- Cylindrocarpon orthosporum
- Cylindrocarpon ovale
- Cylindrocarpon panacis
- Cylindrocarpon pauciseptatum
- Cylindrocarpon peronosporae
- Cylindrocarpon pineum
- Cylindrocarpon pini
- Cylindrocarpon pithyusae
- Cylindrocarpon proliferum
- Cylindrocarpon rhodospermum
- Cylindrocarpon rosae
- Cylindrocarpon roseum
- Cylindrocarpon sagittariae
- Cylindrocarpon schischkinae
- Cylindrocarpon sinuatophorum
- Cylindrocarpon stilbophilum
- Cylindrocarpon supersimplex
- Cylindrocarpon theobromicola
- Cylindrocarpon ugandense
- Cylindrocarpon ukolayi
- Cylindrocarpon vaginae

Selon Index Fungorum (16 novembre 2014) :
- Neonectria betulae Brayford & Samuels 2004
- Neonectria caespitosa (Fuckel) Wollenw. 1926
- Neonectria cinnamomea (Brayford & Samuels) Brayford & Samuels 2004
- Neonectria coccinea (Pers.) Rossman & Samuels 1999
- Neonectria confusa J. Luo & W.Y. Zhuang 2010
- Neonectria dinghushanica J. Luo & W.Y. Zhuang 2010
- Neonectria ditissima (Tul. & C. Tul.) Samuels & Rossman 2006
- Neonectria ditissimopsis P. Zhao, J. Luo & W.Y. Zhuang 2011
- Neonectria dumontii Brayford & Samuels 2004
- Neonectria faginata (M.L. Lohman, A.M.J. Watson & Ayers) Castl. & Rossman 2006
- Neonectria fuckeliana (C. Booth) Castl. & Rossman 2006
- Neonectria galligena (Bres.) Rossman & Samuels 1999
- Neonectria goroshankiana (Wahrlich) Wollenw. 1926
- Neonectria hederae (C. Booth) Castl. & Rossman 2006
- Neonectria macroconidialis (Samuels & Brayford) Seifert 2003
- Neonectria major (Wollenw.) Castl. & Rossman 2006
- Neonectria microconidia J. Luo, P. Zhao & W.Y. Zhuang 2011
- Neonectria neomacrospora (C. Booth & Samuels) Mantiri & Samuels 2001
- Neonectria phaeodisca (Rossman) Brayford & Samuels 2004
- Neonectria platycephala (Brayford & Samuels) Brayford & Samuels 2004
- Neonectria punicea (J.C. Schmidt) Castl. & Rossman 2006
- Neonectria shennongjiana J. Luo & W.Y. Zhuang 2010
- Neonectria tokuoensis Hirooka & Tak. Kobay. 2007
- Neonectria tokyoensis Hirooka & Tak. Kobay. 2007
- Neonectria vandae (Wahrlich) Wollenw. 1926
- Neonectria verrucispora (Brayford & Samuels) Brayford & Samuels 2004

## Liste des espèces et variétés
Selon NCBI (16 novembre 2014) :
- Cylindrocarpon aquaticum
- Cylindrocarpon cylindroides
- Cylindrocarpon decumbens
- Cylindrocarpon didymum
- Cylindrocarpon faginatum
- Cylindrocarpon ianthothele
  - variété Cylindrocarpon ianthothele var. ianthothele
  - variété Cylindrocarpon ianthothele var. majus
  - variété Cylindrocarpon ianthothele var. minus
- Cylindrocarpon lucidum
- Cylindrocarpon obtusisporum
- Cylindrocarpon olidum
  - variété Cylindrocarpon olidum var.crassum
- Cylindrocarpon pauciseptatum
- Cylindrocarpon theobromicola